# Stazione di Notogawa
La stazione di Notogawa (能登川駅?, Notogawa-eki) è una stazione ferroviaria della città di Higashiōmi, nella prefettura di Shiga in Giappone. La stazione è gestita dalla JR West e serve la linea Biwako (parte della linea principale Tōkaidō).

## Struttura
La stazione è costituita da una piattaforma laterale e una a isola centrale con 3 binari in superficie al livello del terreno. 
Per quanto riguarda il traffico, per tutto il giorno alla stazione fermano circa 4 treni all'ora.
| 1   | ■ Linea JR Biwako | per Kusatsu, Kyoto e Ōsaka    |
| 2-3 | ■ Linea JR Biwako | per Maibara, Nagahama e Ōgaki |

## Stazioni adiacenti
| «                                          | Servizio                                   | »                                          |
| Linea principale Tōkaidō (Linea JR Biwako) | Linea principale Tōkaidō (Linea JR Biwako) | Linea principale Tōkaidō (Linea JR Biwako) |
| ------------------------------------------ | ------------------------------------------ | ------------------------------------------ |
| Inae                                       | Locale                                     | Azuchi                                     |
| Hikone                                     | Rapido Speciale                            | Ōmi-Hachiman                               |